# Tysvær
Tysvær est une kommune de Norvège. Elle est située dans le comté de Rogaland, dans le district du Haugaland.